# Croquis
Croquis (også kro'ki eller kroki) er en tegnestil, hvor et givent emne skitseres på få minutter. Mest typisk er emnerne levende modeller, som skitseres hastigt. I studie-sammenhænge indtager en positur og tegnerne laver deres croquiser, hvorefter modellen efter få minutter skifter positur og en ny croquis tegnes. Som regel er croquis-modeller nøgne mennesker.

## Stilen
De korte intervaller mellem hver tegning betyder, at modellerne kun skal optræde i hver positur i kort tid. Dette betyder også, at tegnerne tvinges til at fokusere på de essentielle dele af hver positur, idet tegnerene ikke har tid til at få alle detaljer med. Croquis-stilen giver en fordele omkring afbildning af motiver, der har svært ved at være stille i længere tid, såsom dyr og børn. Croquis-skitserne kan så senere bruges som fundament for egentlig malerier, arkitekturer eller skulpturer.

### Tøjdesign
Inden for tøjmode har ordet en lidt anden betydning, idet der laves ændringer af tøjskitser oven på en eksisterende tegning af  en model. Før et endeligt design er lavet, kan der ligge mange croquis-tegninger til grund.

## Etymologi
Ordet croquis kommer fra fransk og betyder direkte oversat skitse.

## Eksterne links
- croquis-tegning.dk: Gallerier Arkiveret 24. juli 2007 hos  Wayback Machine
- Info side om Croquis og modeldatabase CroquisModel.com/

| Kunst | Spire Denne artikel om kunst er en spire som bør udbygges. Du er velkommen til at hjælpe Wikipedia ved at udvide den. |